# West Vancouver
West Vancouver ist eine Distriktgemeinde (district municipality) im Südwesten der kanadischen Provinz British Columbia. Sie liegt nordwestlich von Vancouver, gehört zum Bezirk Metro Vancouver und ist eine von drei Gemeinden der Region North Shore (wörtlich: Nordufer).

## Geographie
Die Stadt liegt an landschaftlich reizvoller Lage an den Südhängen der North Shore Mountains. Am Point Atkinson verzweigt sich die Straße von Georgia in die beiden Fjorde Burrard Inlet und Howe Sound. Der höchste Punkt ist der 1432 Meter hohe Mount Strachan inmitten des Wintersportgebiets Cypress Mountain. Große Teile des Stadtgebiets stehen unter Naturschutz. Während der Cypress Provincial Park bei Skifahrern, Snowboardern, Wanderern und Mountainbikern beliebt ist, gilt die Umgebung des Whytecliff Park als eines der besten Tauchgebiete im Westen Kanadas.
West Vancouver wird in folgende Stadtteile (Neighbourhoods) unterteilt:
- Park Royal
- British Properties
- Cedardale
- Sentinel Hill
- Hollyburn
- Ambleside
- Chartwell
- Glenmore
- Panorama Village
- Upper Levels
- Altamont
- Dundarave
- Westmount
- Wadsley
- West Bay
- Deer Ridge
- Hollyburn Heights
- Cypress Park Estates
- Cypress Park
- Sandy Cove
- Sherman
- Caulfeild
- Eagle Harbour
- Fishermans Cove
- Whytecliff
- Glenagles
- Horseshoe Bay

## Geschichte
Im Jahr 1792 erreichte Kapitän George Vancouver Point Atkinson. 1875 entstand am Point Atkinson der erste Leuchtturm. Die Sägewerke der Umgebung nutzten das Gebiet, um hier Bäume zu fällen. Nachdem die West Vancouver Transportation Company im Jahr 1909 einen Fährbetrieb hinüber nach Vancouver einrichtete, wurde die noch weitgehend unberührte Gegend als attraktives Wohngebiet entdeckt.
Am 15. März 1912 erfolgte die Trennung vom Distrikt North Vancouver und die offizielle Gründung der Stadt West Vancouver. Verbunden war damit die Zuerkennung der kommunalen Selbstverwaltung (incorporated). Zu diesem Zeitpunkt lebten hier bereits 1500 Einwohner.
1926 beschloss der Stadtrat eine Verordnung, mit der jegliche Industrie auf dem Gebiet von West Vancouver verboten wurde. Die 1938 eröffnete Lions Gate Bridge sorgte für bessere Erreichbarkeit und einen weiteren Bevölkerungsschub, der bis heute anhält. 1950 wurde in West Vancouver das erste Einkaufszentrum Kanadas eröffnet, das Park Royal Shopping Centre.

## Demographie
Der Zensus im Jahr 2011 ergab für die Stadt eine Bevölkerungszahl von 42.694 Einwohnern. Die Bevölkerung hatte dabei im Vergleich zum Zensus von 2006 nur um 1,3 % zugenommen, während die Bevölkerung in der gesamten Provinz British Columbia gleichzeitig um 7,0 % anwuchs. Das Medianalter der Bewohner liegt bei 49,9 Jahren (Männer= 49,1, Frauen 50,6) und damit deutlich über dem der gesamten Provinz (41,9 Jahre) und auch über dem des gesamten Landes (40,6 Jahre).

## Wirtschaft
West Vancouver ist fast ausschließlich ein Wohngebiet mit einigen Geschäften im Stadtzentrum; Industriebetriebe gibt es keine. Was die Immobilienpreise betrifft, gilt West Vancouver als eine der teuersten Gemeinde Kanadas, da hier auch das Durchschnittseinkommen der Einwohner deutlich über dem der übrigen Provinz liegt.
Das Durchschnittseinkommen aller Beschäftigten aus West Vancouver lag im Jahr 2005 bei weit überdurchschnittlichen 33.807 C $, während es zur selben Zeit im Durchschnitt der gesamten Provinz British Columbia nur 24.867 C $ betrug. Der Einkommensunterschied zwischen Männern (45.778 C $; Provinzdurchschnitt=31.598 C $) und Frauen (27.710 C $; Provinzdurchschnitt=19.997 C $), zeigt leichte geschlechterbezogenen Auffälligkeiten. Männliche Beschäftigte verdienen hier sowohl im Vergleich zum Provinzdurchschnitt aller Beschäftigten (das 1,36-fache) als auch im Vergleich nur der männlichen Beschäftigten in der Provinz (das 1,85-fache) deutlich überdurchschnittlich. Auffällig ist das Frauen aus West Vancouver nicht nur mehr verdienen als der Durchschnitt aller Frauen in der Provinz (1,39-fache), sondern auch mehr als der Provinzdurchschnitt aller Beschäftigten (1,11-fache).
Die wichtigsten Beschäftigungszweige für die Bewohner liegen in den Bereichen Forschung, Lehre und Entwicklung sowie im Gesundheits- und Sozialbereich. Der größte Teil dieser Beschäftigten findet seine Arbeitsstätte jedoch nicht in West Vancouver, sondern in den benachbarten Städte und Gemeinden, besonders in Vancouver.

## Verkehr

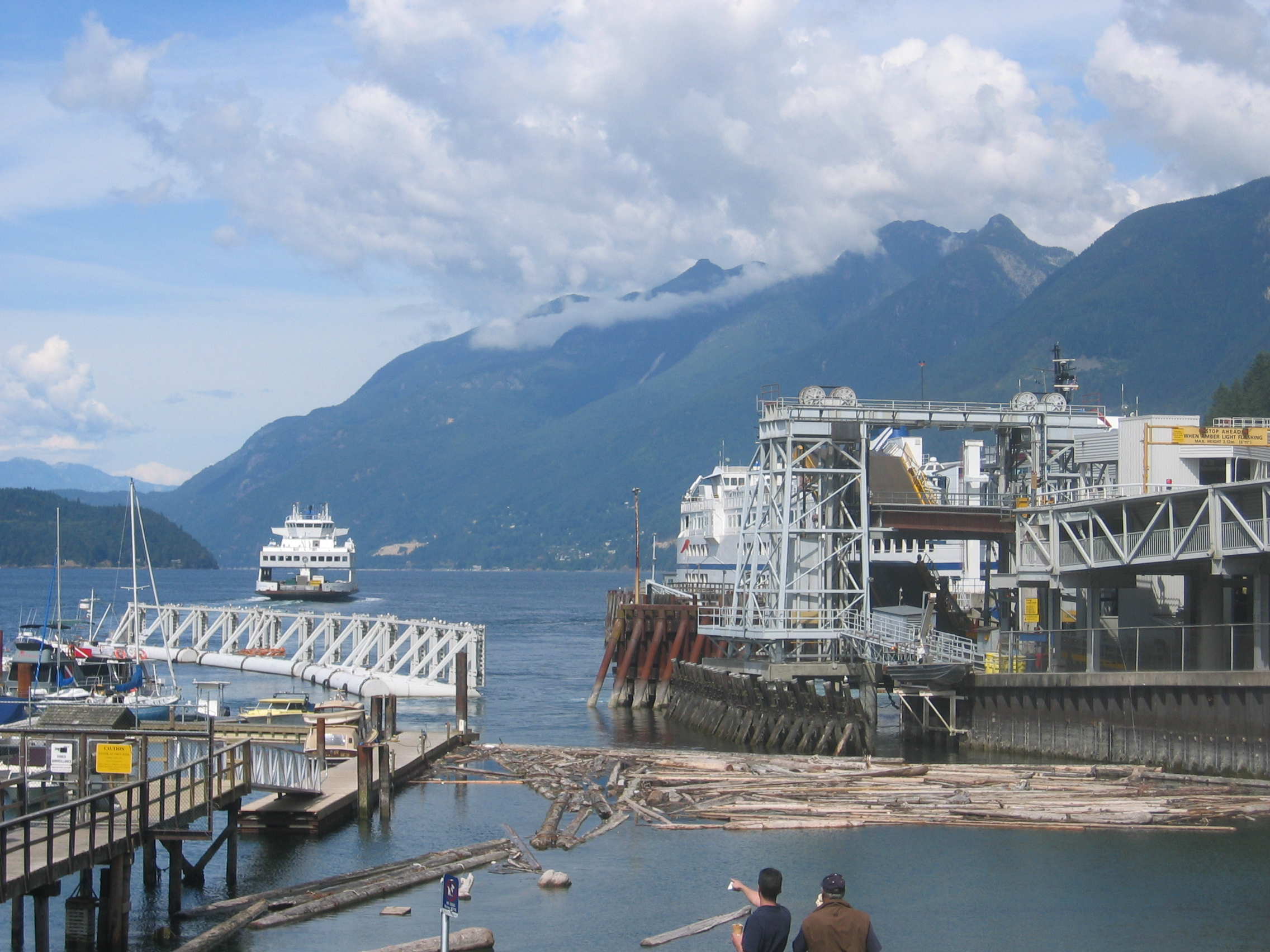
Fährterminal an der Horseshoe Bay

Durch die Stadt verläuft der Highway 1, ein autobahnähnlicher Abschnitt des Trans-Canada Highway. Dieser endet am Horseshoe Bay Ferry Terminal, von wo aus die Fähren der Gesellschaft BC Ferries nach Nanaimo auf Vancouver Island und nach Bowen Island verkehren. Weiterhin führt der Highway 99, der ab hier Richtung Norden Sea-to-Sky Highway heißt, durch das Stadtgebiet.
West Vancouver wird von Buslinien der Gesellschaft West Vancouver Blue Bus bedient, der Teil des Verkehrsverbundes TransLink ist. Es handelt sich um den ältesten ununterbrochen existierenden kommunalen Verkehrsbetrieb in Nordamerika und um den ersten, der zu 100 % auf Rollstuhlgängigkeit umgestellt wurde.

## Söhne und Töchter der Stadt
- Caroline Cave (* 1974), Schauspielerin
- Erin Simmons (* 1976), Snowboarderin
- Meghan Black (* 1978), Schauspielerin
- Serinda Swan (* 1984), Schauspielerin und Fotomodell
- Andrew Lord (* 1985), Eishockeyspieler
- John Negrin (* 1989), Eishockeyspieler
- Griffin Reinhart (* 1994), Eishockeyspieler
- Morgan Rielly (* 1994), Eishockeyspieler
- Stefanie Fleckenstein (* 1997), Skirennläuferin